# Giulio Bas
Giulio Bas (Venezia, 21 aprile 1874 – Vobbia, 27 agosto 1929) è stato un compositore e organista italiano.

## Biografia
Studiò con Giovanni Tebaldini alla Cappella Marciana e con Marco Enrico Bossi al liceo musicale di Venezia. Completò la sua formazione musicale con Josef Rheinberger a Monaco di Baviera. Dal 1901 fu secondo organista alla basilica di San Marco a Venezia e nel 1903 a Calvi e Teano, quindi presso la chiesa di San Luigi dei Francesi a Roma. Dal 1912 fino alla sua morte insegnò al conservatorio.

## Composizioni

### Organo
- 16 preludi-corali su melodie degli otto toni dei salmi
- Sonata per organo in fa (pubblicata nel 1909)

### Opere didattiche
- Manuale di canto gregoriano (1910)
- Metodo di accompagnamento al canto gregoriano e di composizione negli 8 modi (1920)
- Trattato di forme musicali (2 volumi, 1920–1922)
- Trattato d'armonia (1922–1923)